# Каменный мост (Вологда)
Ка́менный мост — пешеходная улица-мост через реку Золотуху в Вологде, проложенная по проекту городского архитектора Петра Бортникова в конце XVIII века и соединяющая улицу Мира с площадью Революции. Является самой короткой улицей Вологды. Архитектурный ансамбль улицы с 1970-х годов признан памятником истории и культуры, а с 2014 года носит статус  объекта культурного наследия регионального значения.

## История
В 1770-х годах центр Вологды подвергся опустошительному пожару, уничтожившему большинство деревянных построек среднего и верхнего посадов. С 1780 года Вологда стала губернским центром и было принято решение перенести административный центр со среднего посада в нижний, не пострадавший при пожаре. Этому мешала разделявшая посады речка Золотуха, через которую в 1789—1791 годах по проекту губернского архитектора Петра Бортникова был сооружён первый в городе каменный мост, сразу получивший название по материалу, из которого он был построен. Рядом с мостом были возведены четыре круглые трёхэтажные башни, фланкировавшие въезды на мост и примыкавшие к ним торговые помещения со ступенчатыми фасадами, расположившиеся вдоль моста. Таким образом сформировался единый архитектурный ансамбль с оригинальной пространственной композицией.
Почти сразу в состав торгового комплекса Каменного моста вошли построенные тем же архитектором в 1790-х годах здания винных магазинов и рыбных рядов, протянувшиеся по обе стороны Золотухи по берегу реки Вологды. В 1820-х были также пристроены торговые ряды вдоль Золотухи от всех четырёх башен. В 1849 году деревянные перила моста заменили коваными решётками. В конце XIX века обе южные башни были разобраны, на их месте появились гостиницы «Эрмитаж» и «Пассаж».
В 1936 году Каменный мост был заасфальтирован и стал первой усовершенствованной мостовой в городе, при этом мост был расширен за счёт установки выносных консолей. В 1950-х годах неприглядный вид на дворы, выходившие к реке Золотухе, закрыли оформленной в неоклассическом стиле стеной, закрывшей, в том числе, кованые решётки, а в 1960-х годах проезд по мосту был запрещён, что сделало его первой пешеходной улицей в Вологде. В 1970-х годах в бывших лавках на Каменном мосту размещались магазины «Спорттовары», «Политическая книга», «Школьник», «Грампластинки», а также кафе, ателье мод и фотосалон. Это было популярное у вологжан место покупок. При этом оригинальный вид сохранили только лавки возле левой башни, остальные были перестроены. 

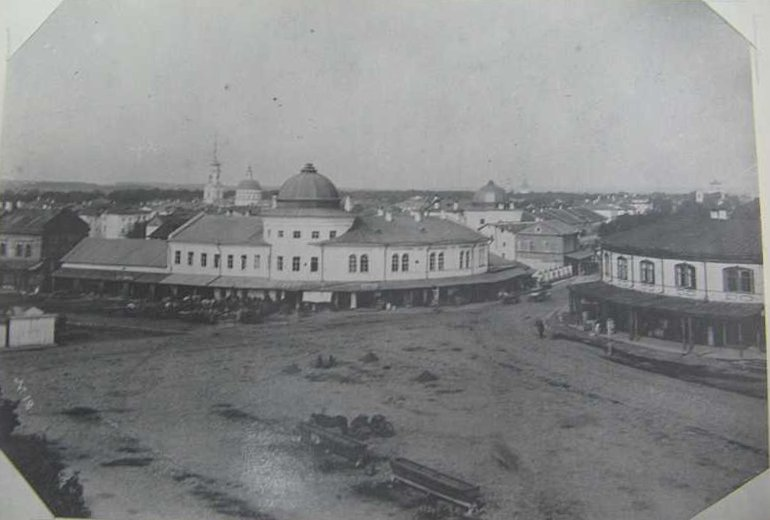
Открытка конца XIX — начала XX века, слева видна одна из южных башен, справа вместо второй уже стоит здание гостиницы «Пассаж»
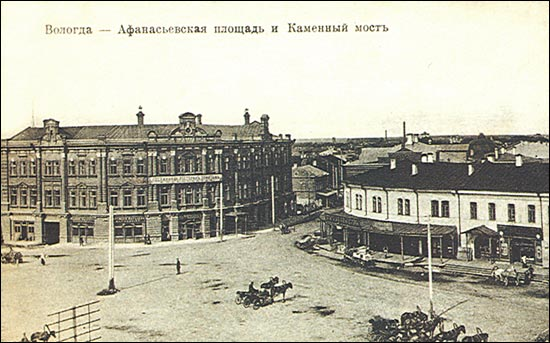
Афанасьевская площадь и Каменный мост на открытке 1909—1914 годов; слева — «Эрмитаж», справа — «Пассаж»
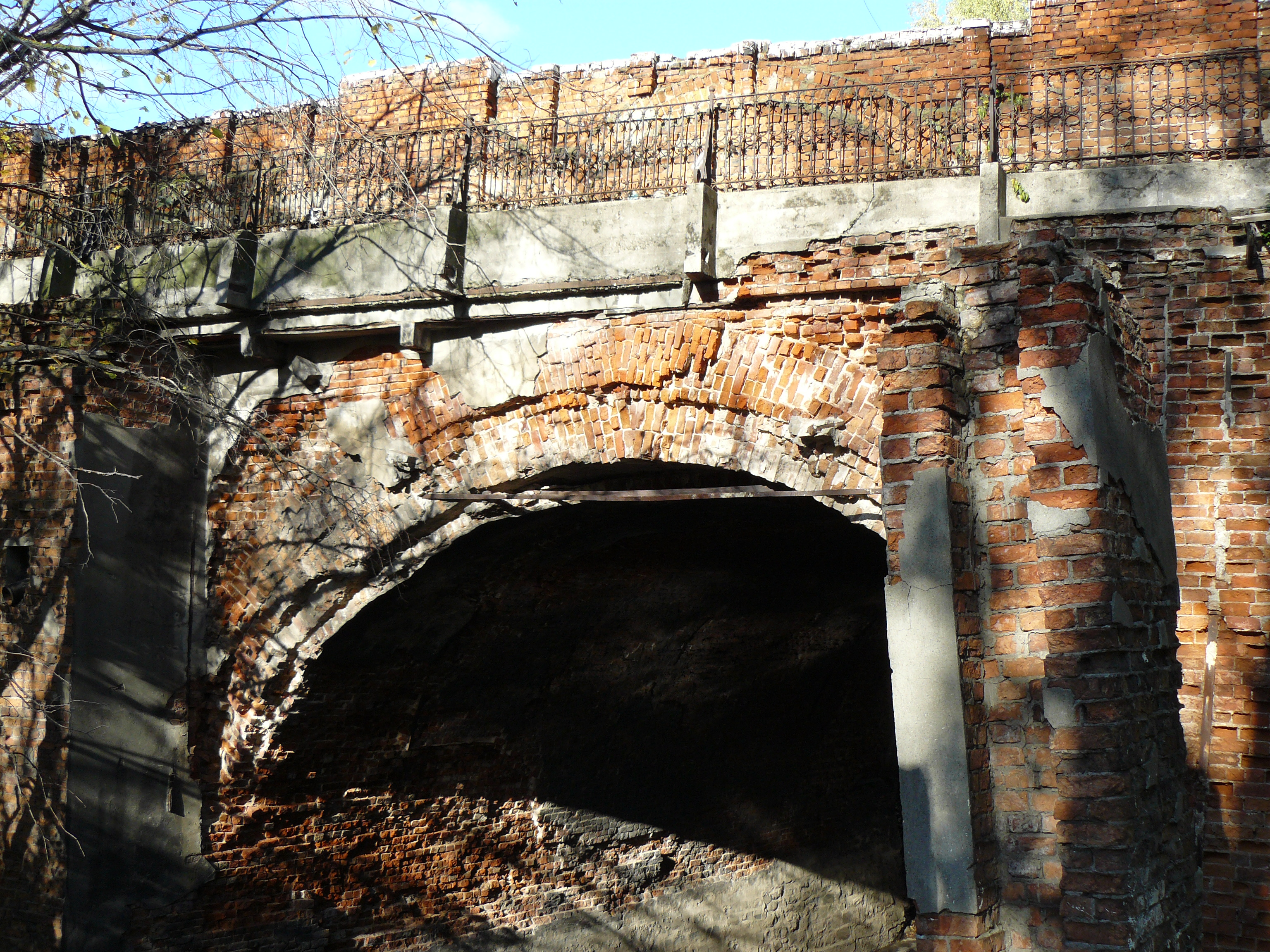
Вид на арку моста снизу до капитального ремонта

В 1975 году Каменный мост был признан памятником истории и культуры. 22 декабря 2014 года постановлением Правительства Вологодской области № 1148 комплекс Каменного моста был признан памятником архитектуры регионального значения.
В 2018 году мост прошёл реконструкцию с восстановлением ограды и оригинального булыжного мощения, скрытого под асфальтовым покрытием. Помимо этого была очищена и отремонтирована дренажная система моста, снесена построенная в 1950-х стена, отремонтированы открытые взору кованные решётки, восстановлены некоторые архитектурные детали построек на улице и укреплены фундаменты. На работы из областного бюджета был выделен 21 миллион рублей. В августе 2020 года тем же подрядчиком был проведён гарантийный ремонт моста, по причине обнаружения протечек в мостовом своде.
С 2021 года мост каждое лето является местом проведения одноимённого музыкального фестиваля.

## Описание
Улица Каменный мост находится в Вологде, в центре города и связывает площадь Революции с улицей Мира, соединяя два берега реки Золотухи. При длине 82 м улица является самой короткой в городе; движение автомобилей на ней запрещено.
Мост представляет собой кирпичное строение, с одним цилиндрическим пролётом, опирающимся на массивные пилоны по обоим берегам реки. И арка, и пилоны сложены из кирпича и не имеют декора. Пешеходная часть моста огорожена кованной металлической оградой, бывшая проезжая часть замощена булыжником.